# Коагулограма
Коагулогра́ма (лат. coagulum — згортання + грец. gramma — риса, зображення) — графічне зображення або цифрове вираження результатів дослідження системи зсідання крові, в більш широкому сенсі — всієї системи гемостазу (судинно-тромбоцитарних і коагуляційних механізмів, фібринолізу, внутрішньосудинної активації).
Термін коагулограма є «винаходом медицини радянської доби». Кількість параметрів дослідження зросла і змінилась, і не має стандартизованих рамок. Термін який демонструє сутність такого дослідження — Коагуляційні тести.

## Види коагулограми
Розрізняють орієнтовну коагулограму, де визначають в якій гілці системи гемостазу є порушення, і розгорнуту коагулограму, що дозволяє диференціювати близькі за механізмом порушення в системі гемостазу (наприклад, якісні дефекти тромбоцитів, дефіцит окремих факторів згортання крові, різні тромбофілії) і кількісно оцінювати ступінь вираженості цих порушень.
Для аналізу беруть кров з вени у пробірку зі спеціальною речовиною (найчастіше антикоагулянтами), яка не дозволяє крові згорнутися, і визначають ряд основних і допоміжних параметрів. Інколи, антикоагулянти не застосовують, так як вони можуть вплинути на результати досліджень, отже такі дослідження можливо виконати лише за присутності пацієнтам у лабораторії.

## Основні параметри коагулограми
До параметрів коагулограми відносяться:
- Тромботест — I—VII ст.
- Протромбіновий час (ПТЧ або ПЧ), протромбіновий індекс (ПТІ), або міжнародне нормалізоване відношення (МНВ). Ці показники характеризують зовнішній шлях згортання крові. Залежно від оснащення лабораторії виконується один з тестів. Найбільш універсальним вважається показник МНВ. Дані цього тесту можна порівнювати між собою незалежно від лабораторії, де він виконувався.
- Активований частковий тромбіновий час (активований частковий тромбопластиновий час, АЧТЧ, англ. PTT) — характеризує внутрішній шлях згортання крові.
- Тромбіновий час (ТЧ) — тест, що характеризує останній етап утворення кров'яного згустку, свідчить про кількість фібрину в крові.
- Фібриноген — розчинний білок, який при активації тромбіном перетворюється на нерозчинний фібрин і формує кров'яний згусток. Фібрин, крім того, є показником запалення.[2]

## Додаткові тести коагулограми
До додаткових тестів коагулограми належать:
- Антитромбін III — фактор протизгортальної системи. При його недоліку спостерігається тромбоз внутрішніх органів, варикозно-розширених вен і тому подібне.
- Д-димер — продукт природного руйнування тромбу. Визначення Д-димера необхідно для ранньої діагностики тромбозу та профілактики тромбоемболії легеневої артерії та інших судин.
- Протеїн C — фактор протизгортальної системи. При його нестачі збільшується ризик внутрішнього тромбозу після операцій, при вагітності та інше.
- Вовчаковий антикоагулянт (ВА) визначається при підозрі на розвиток антифосфоліпідного синдрому[3].
- РКС (Ретракція тракції кров'яного згустку) — процес ущільнення початкового тромбу і вичавлювання з нього сироватки крові. В нормі цей показник дорівнює 48-64 %, знижується при зменшенні кількості тромбоцитів, збільшується — при анеміі.
- РФМК (розчинні фібринмономерні комплекси)[3].
- Толерантність плазми до гепарину
- Час рекальцифікації плазми
- МНВ (міжнародне нормалізоване відношення, англ. International Normalized Ratio, INR)
- Тромбоеластограма (еластограма)
- Тромбоеластографія
- Тест тромбодинаміки

## Діагностичне значення коагулограми
За допомогою цієї методи діагностики можна виявити:
- причин тромбозів або кровоточивості;
- ДВЗ-синдром;
- тромбоемболії;
- гемофілії;
- допоміжна діагностика аутоімунних захворювань (антифосфоліпідний синдром);
- контроль ефективності при лікуванні гепарином та іншими препаратами, що впливають на гемостаз;
- стан до і після:  оперативного втручання, деяких діагностичних і лікувальних маніпуляцій (наприклад, тромболізис, коронарографія)[2]
- коагулопатії, які необхідно дообстежувати (для ефективного лікування).

## Підготовка до проведення аналізу
Аналіз здається вранці натщесерце (голодний проміжок повинен становити 8-12 годин), можна пити чисту воду. За кілька годин перед обстеженням бажано відмовитися від куріння. При проведенні аналізу необхідно вказати, які препарати ви приймаєте останній час.

## Показники коагулограми у нормі
- ПТЧ — 11-16 сек.;
- ПТІ — 80-120 %;
- МНВ(лат. INR) — 0,8-1,2 ОД.;
- АЧТЧ — 21-35 сек.;
- ТЧ — 14-21 сек.;
- Фібринолітична активність — 170-220хв;[джерело?]
- Час згортання крові — 5-10хв;[джерело?]
- Час кровотечі — до 4хв;[джерело?]
- фібриноген:
  - у дорослих — 2-4 г/л;
  - у новонароджених — 1,25 до 3,00 г/л.

## Особливості коагулограми у вагітних
При різній патології протягом вагітності, а також за нормального перебігу вагітності перед пологами жінці показано зробити коагулограму. Показники крові протягом вагітності істотно змінюються. У першому триместрі вагітності час згортання крові може дещо подовжуватися в порівнянні з нормою, а ближче до пологів, навпаки, рівновага зміщується на користь системи згортання. Це необхідно для своєчасного гемостазу після пологів: так організм пристосувався боротися з крововтратою.